# Hyalochlamys
Hyalochlamys là một chi thực vật có hoa trong họ Cúc (Asteraceae).

## Loài
Chi Hyalochlamys gồm các loài: